# Марх, Вернер

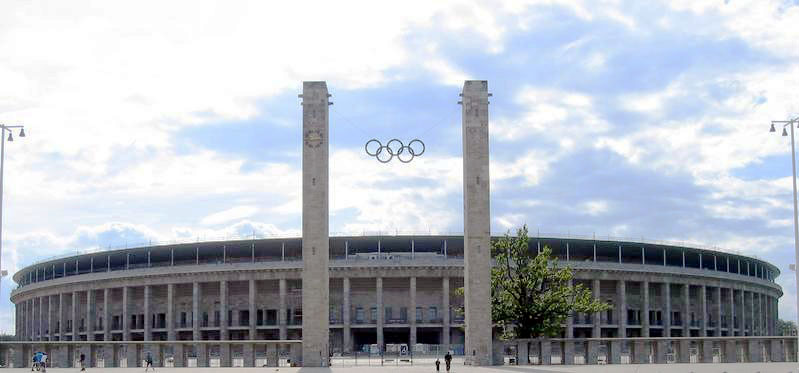
Олимпийский стадион в Берлине

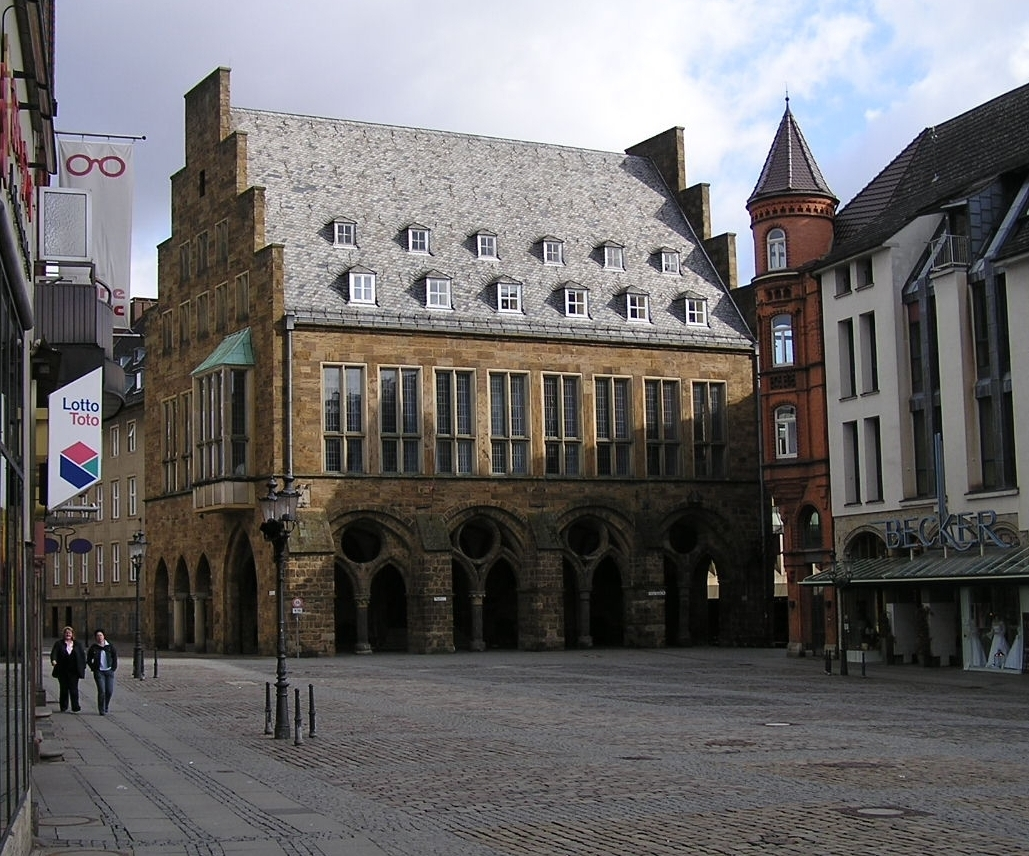
Восстановленная Минденская ратуша

Вернер Юлиус Марх (нем. Werner Julius March; 17 января 1894, Шарлоттенбург — 11 января 1976, Берлин) — немецкий архитектор.

## Биография
Сын архитектора Отто Марха и внук фабриканта Эрнста Марха. Начиная с 1912 года изучал архитектуру в Высшей технической школе Дрездена, затем учился в Высшей технической школе Берлин-Шарлоттенбурга. 
В 1914 году ушел добровольцем на фронт, демобилизовался в 1918 году уже офицером и в 1919 году завершил архитекторское образование.
С 1923 года Марх работал в стройуправлении рейхсбанка над проектом жилого квартала в Берлине для банковских служащих. С 1925 года он работал самостоятельно. В 1926 году стал членом Союза немецких архитекторов.
В 1930 году избран председателем земельного округа Союза «Бранденбург». 1 мая 1933 года вступил в НСДАП, затем стал членом организационного комитета Олимпийских игр 1936 года в Берлине, на которых в Конкурсе искусств получил золотую медаль (номинация — градостроительные проекты) и серебряную медаль (номинация — архитектурные проекты). Известнейшим сооружением Марха является Олимпийский стадион в Берлине.
В 1936 году Адольф Гитлер присвоил Марху звание профессора архитектуры, он стал членом Академий искусств в Берлине и в Мюнхене. В годы Второй мировой войны Марх служил штабс-офицером в абвере у Вильгельма Канариса, а затем референтом Генерального штаба группы войск в Италии.
После окончания войны он руководил восстановлением Собора и Ратуши в Миндене. В 1948 году вступил в восстановленный Союз немецких архитекторов, занимал в нём различные должности. С 1953 года — профессор Высшей технической школы в Берлине, в которой он работал до ухода на пенсию в 1960 году. С 1955 года Марх — член Немецкой Академии градостроительства. С 1962 года — почётный сенатор Высшей технической школы Берлина; почётный гражданин города Миндена (с 1973 года).

## Избранные работы
- Немецкий Спортфорум (1926-36), Берлин
- Охотничье поместье Каринхалл (для Германа Геринга, 1933)
- Олимпийский стадион (1934-36), Берлин
- Управление водного хозяйства (1938-39), Потсдам
- Здание посольства Югославии в Берлине (1938-39)
- Восстановление Минденского собора (Mindener Dom, 1946-57)
- Восстановление Минденской ратуши (1946-54)
- Восстановление Апостольской церкви (1951-52), Гютерсло
- Музей древностей (1953-56), Багдад
- Собор Св. Петра (1953), Билефельд.

## Награды
- Немецкий Олимпийский почётный знак